# Гобелени із Оверхогдаля

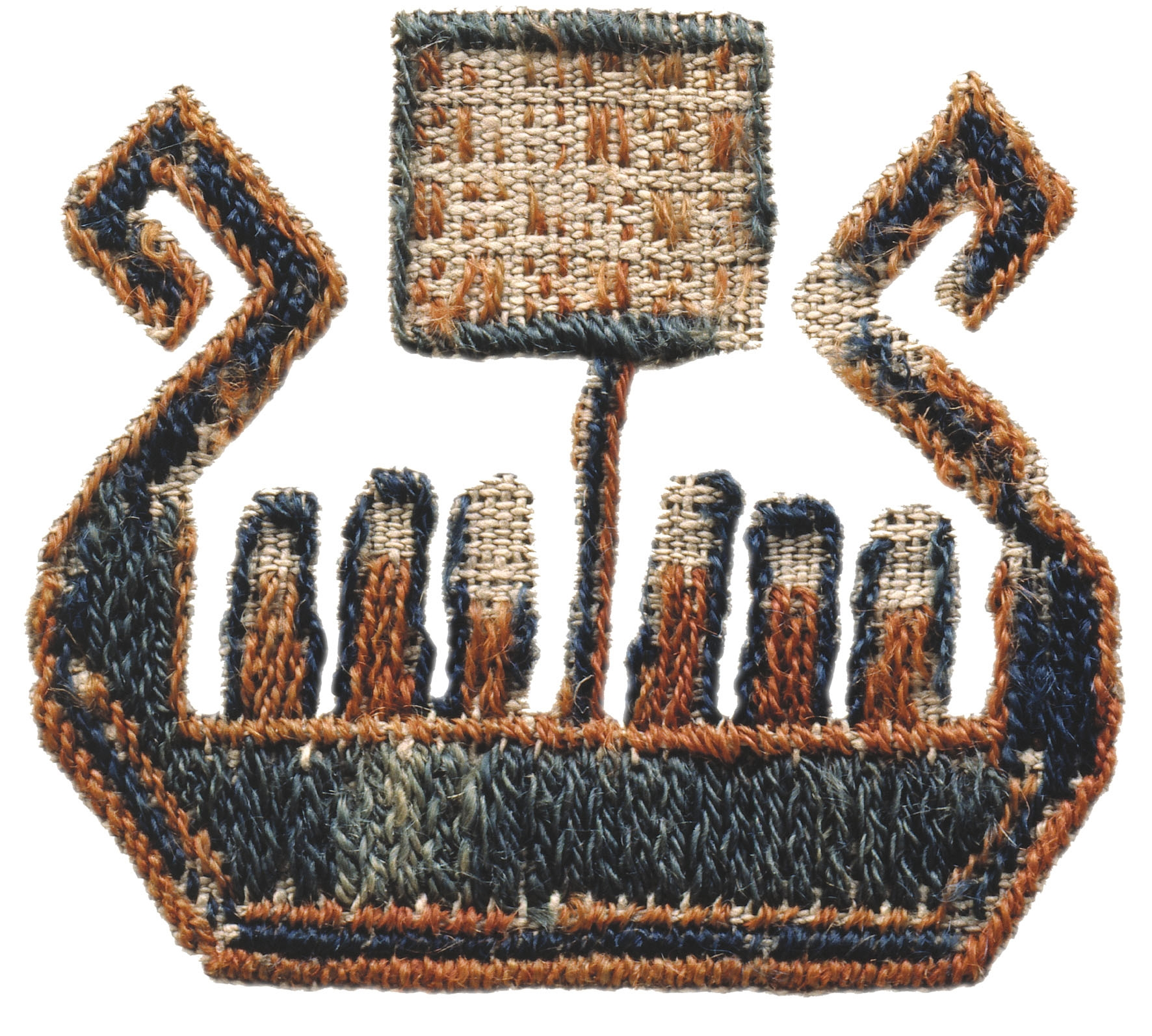
Корабель вікінгів

Гобелени із Оверхогдаля являють собою групу надзвичайно добре збережених текстильних виробів епохи вікінгів, які були виявлені в Оверхогдалі, у Швеції.

## Виявлення
Гобелени були знайдені в ризниці церкви Оверхогдаля Йонасом Гольмом (1895—1986) в 1909 році. Гобелени були доставлені в Естерсунд художником Полом Джонсом у 1910 році, і передані дружині губернатора округу Еллен Віден, яка була на той час найпомітнішою фігурою в рамках регіонального руху вивчення історичної спадщини, і вона взяла на себе всю відповідальність за їх подальшу долю.Перше, що вона зробила, це наказала відмити брудні від часу речі в підвалі.

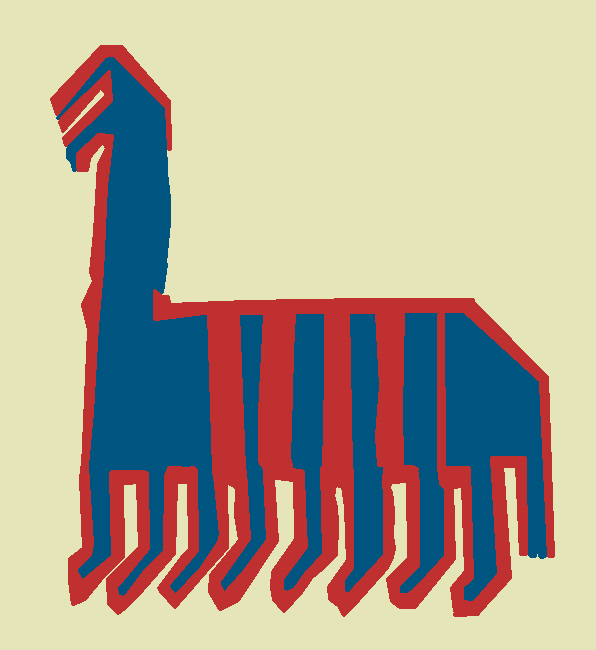
Фрагмент: Кінь Одіна

Після радіовуглецевого аналізу, проведеного тільки в 1991 році, стало відомо, що гобелени були створені між 800 і 1100 роками, в епоху вікінгів.

## Опис
На гобеленах зображені як язичницькі, за своїм походженням, сюжети, так і християнські мотиви.
Найбільше уваги заслуговує орнаментальне дерево в центрі композиції — це Іггдрасіль. Також на гобеленах зображений восьминогий кінь бога Одіна — Слейпнір, корабель вікінгів, християнська церква з хрестами, вершники, над вершиною дерева розкрив пащу звір (Фенрір?), а також безліч тварин (коней, оленів і т. д.). Одині з гобеленів повністю покритий абстрактними символами (хрестами і свастиками).